# Charles Queener
Charles (Charlie) Conant Queener (Pineville (Kentucky), 27 juli 1921 – ?, juli 1997 ) was een Amerikaans componist en jazz-pianist.

## Levensloop
Queener heeft muziek bij onder anderen Paul Creston gestudeerd. Hij was een veel reizende pianist, die vooral dixieland en swing speelde. Hij werkte met grote muzikanten in hun tijd samen, zoals in 1942 met Muggsy Spanier, het Harry James orkest, met Glen Gray, Joe Marsala en Benny Goodman (1945-1946). Vervolgens werkte hij van 1946 tot 1950 bij Nick's in New York. Daarnaar was hij freelance pianist en werkte in de periode van 1954 tot 1960 onder andere samen met Bobby Hackett, Billy Butterfield, Jimmy McPartland, Ruby Braff, Max Kaminsky en Wingy Manone. Vervolgens was hij verbonden met de bands van Wild Bill Davison (1966) en Clarence Hutchenrider tot 1973.
Hij was ook als componist actief en schreef vanaf de jaren 1960 orkestwerken, onder andere Introduction and Dance, voor harmonieorkest.